# Колонакі

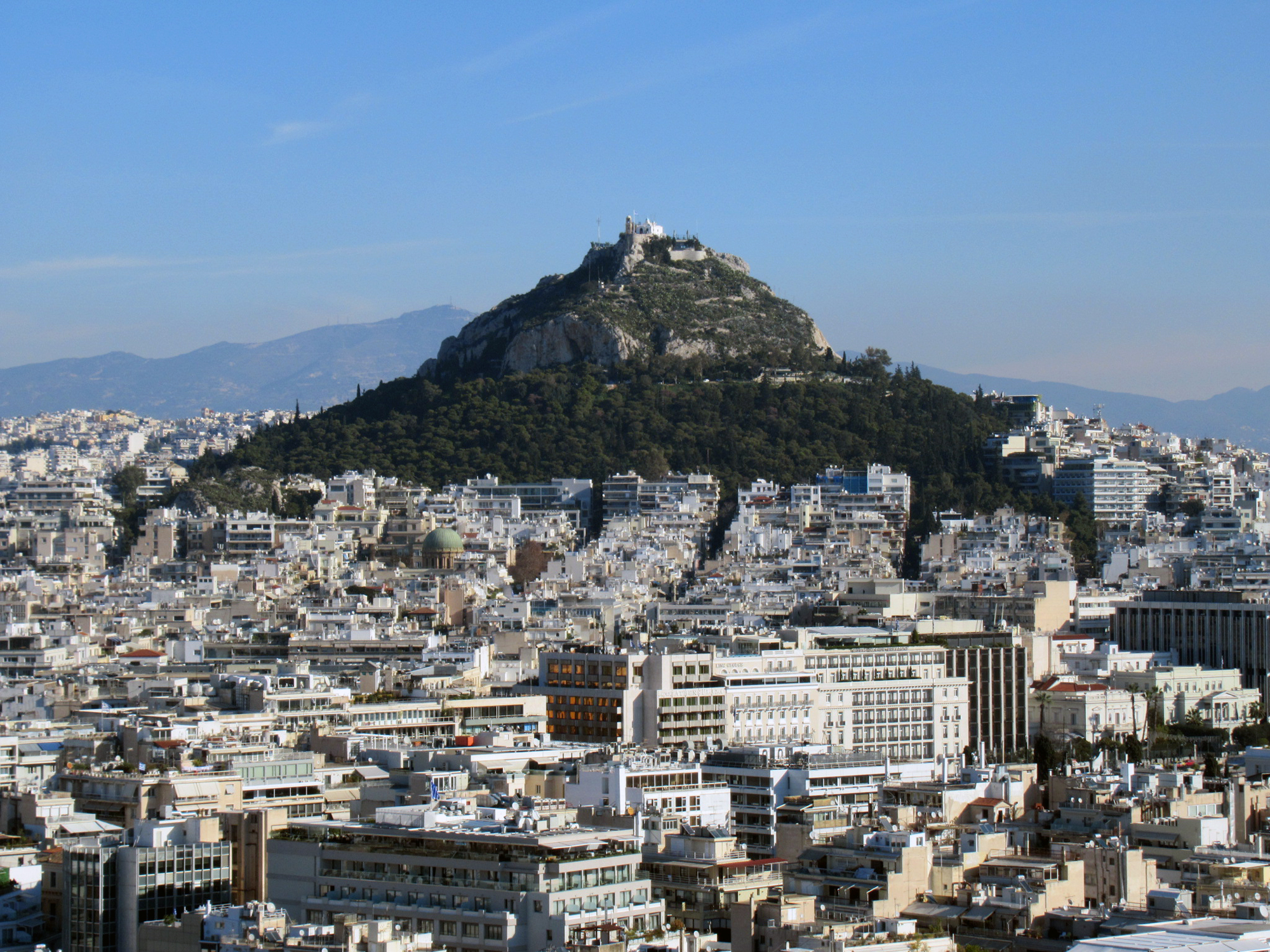
вид на Колонакі і гору Лікавіт із Акрополя

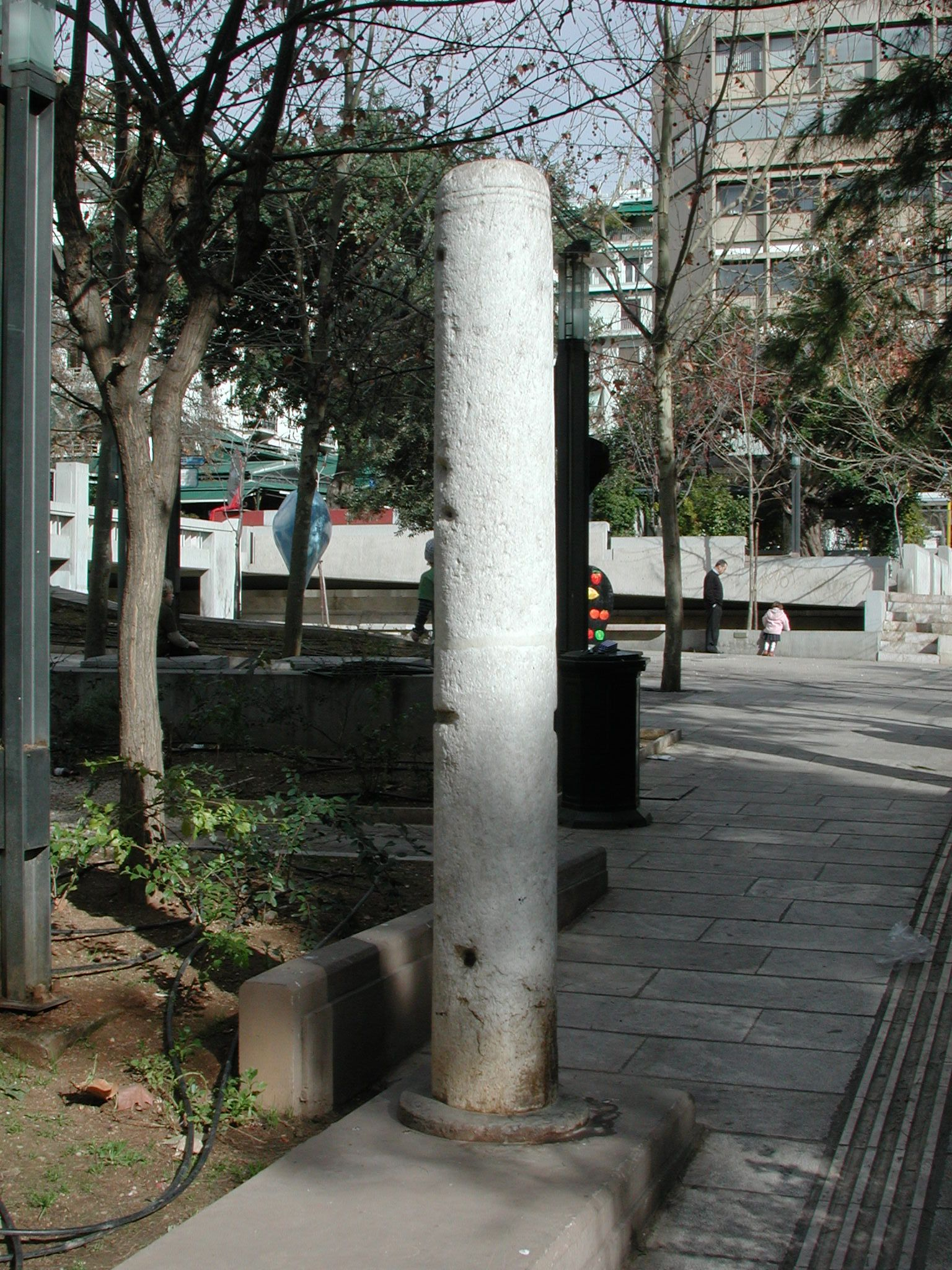
Мала колона на площі Колонакі

37°58′40″ пн. ш. 23°44′30″ сх. д. / 37.97778° пн. ш. 23.74167° сх. д.
Колонакі (грец. Κολωνάκι — мала колона) — один з центральних районів Афін, розташований на південно-західних схилах пагорба Лікавіт. Район названий на честь, так званої малої колони на однойменній площі Колонакі. Найближчі станції Афінського метрополітену — «Евангелісмос» та «Мегаро-Мусікіс».
В античну добу на території сучасного району Колонакі діяв Лікей, у якому викладав Аристотель.
Сьогодні Колонакі — це фешенебельний район грецької столиці із численними магазинами модних дизайнерів, іншими бутіками, ресторанами тощо. Основна торговельна вулиця — Вукурестіу (тобто Бухарестська, названа на честь підписання Бухарестського договору 1913 року), відома своїми ювелірними магазинами.
Достатньо у Колонакі й культурно-просвітницьких закладів, зокрема музеїв та галерей. Серед останніх найвідоміші Музей Бенакі, розташований у неокласичній садибі Гуландріса, та Музей мистецтва Кіклад. Менш відомі Музей історії грецького костюма і Театральний музей. По проспекту Королеви Софії розташовані Візантійський і християнський музей, Військовий музей Афін, а також Афінський концерт-холл «Мегарон».